# Anubis clavicornis
Anubis clavicornis är en skalbaggsart som först beskrevs av Fabricius 1775.  Anubis clavicornis ingår i släktet Anubis och familjen långhorningar.
Artens utbredningsområde är Moçambique. Inga underarter finns listade i Catalogue of Life.